# Mariologie svatých

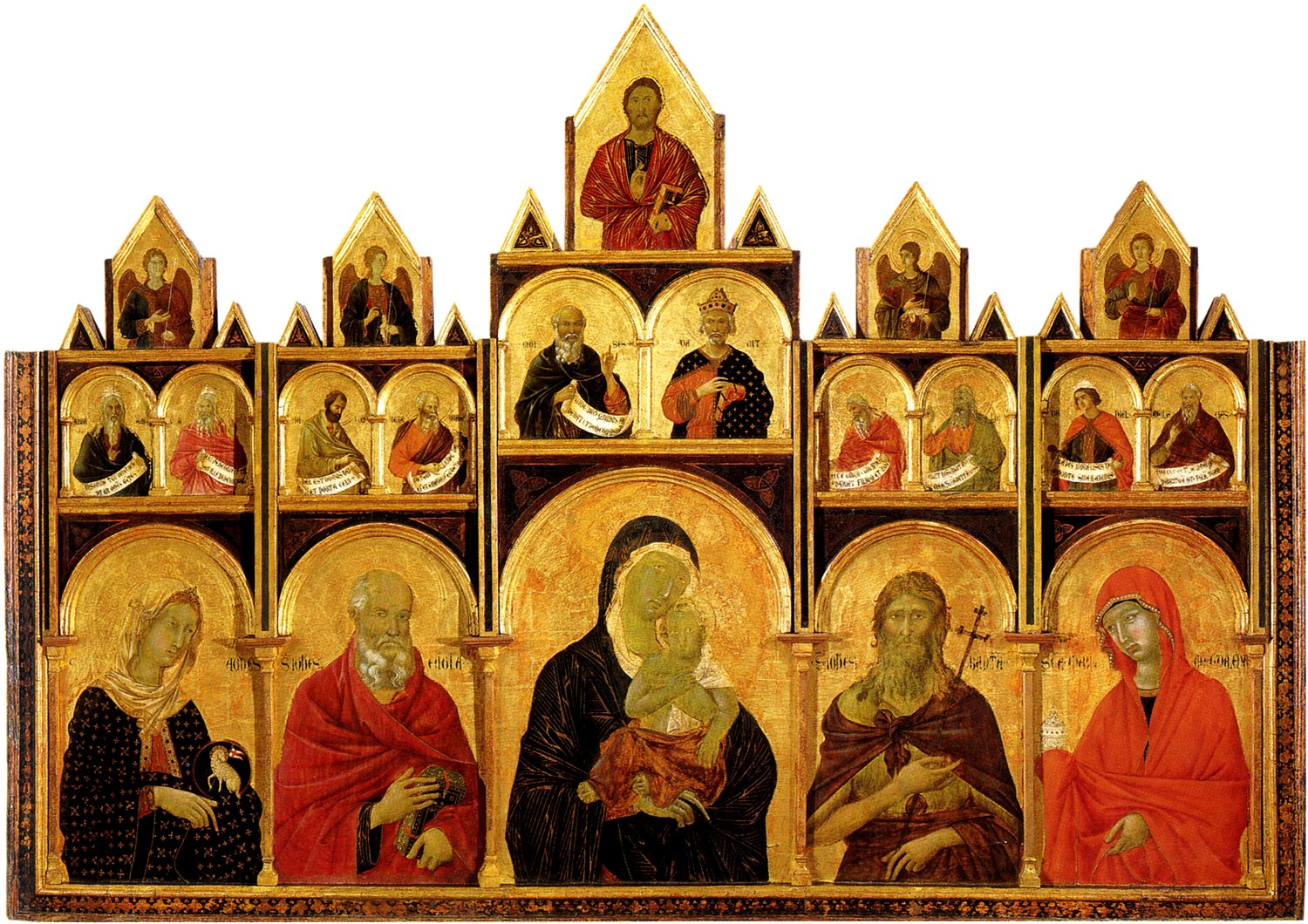
Madona s dítětem a světci, Duccio, 14. století

Katolická mariologie byla v průběhu dějin ovlivněna řadou světců, kteří potvrdili ústřední roli Marie v Božím plánu spásy. Analýza raných církevních otců se nadále odráží v moderních encyklikách. Ireneus energicky hájil titul „Theotokos“ neboli Matky Boží. Názory Antonína Paduánského, Roberta Bellarmina a dalších podporovaly učení o neposkvrněném početí Panny Marie, které bylo v roce 1850 prohlášeno za dogma.
Spisy svatých přispěly k lidové zbožnosti i k lepšímu pochopení role Panny Marie v dějinách spásy.

## První světci

### Irenej z Lyonu
Hlavní článek: Irenej z Lyonu
Jedním z prvních obrazů Marie v křesťanské tradici je obraz „Nové Evy“. Irenej z Lyonu (asi 140–202) je pravděpodobně nejstarším z církevních otců, který vypracoval důkladnou mariologii. V mládí se setkal s Polykarpem a dalšími křesťany, kteří byli v přímém kontaktu s apoštoly. V návaznosti na Řím 5 (Kral, ČEP) je jeho analýza biblická i christologická a představuje Krista jako „nového Adama“. Irenej rozvíjí myšlenky Justina Mučedníka (100–165) a rozdíl mezi Evou a Marií ilustruje jak v Adversus haereses (Proti herezím), tak v Demonstratio Apostolicae Praedicationis (Důkaz apoštolského kázání).
Podle Ireneje Kristus, který se narodil z Panny Marie, vytvořil zcela novou historickou situaci. Tento názor ovlivnil Ambrože Milánského a Tertuliána, kteří psali o panenském početí Matky Boží. Papež Pius IX. se na toto Irenejovo téma odvolal v apoštolské konstituci Ineffabilis Deus z roku 1854, která definovala dogma o Neposkvrněném početí.

### Ambrož Milánský
Svatý Ambrož Milánský (339–397), milánský biskup a učitel církve, byl jednou z nejvlivnějších církevních osobností čtvrtého století. Byl žákem Simpliciána a v jeho názorech na Marii hrálo ústřední roli Mariino panenství a její role Matky Boží. Matku Boží líčil „jako zbavenou jakékoli vady či nedokonalosti, zářící výjimečnou velikostí a svatostí“.
V roce 390 hájil učení o věčném panenství Marie, které odmítal Jovinian. Zpochybňoval také učení Bonose ze Sardiky, že Maria měla po Ježíšovi další děti, citoval Jan 19, 25–26 (Kral, ČEP) a tvrdil, že kdyby tomu tak bylo, Ježíš by Janovi nesvěřil svou matku. Tímto tématem se dále zabýval ve spise De Institutione Virginis.

### Augustin z Hippo
Mariin kult nebyl v severní Africe v Augustinově době (354–430) tak silný jako v době nedávných mučedníků. Augustin zemřel rok předtím, než Efezský koncil v roce 431 prohlásil Marii za Matku Boží, což podnítilo hlubší úvahy o Mariině roli. Nevypracoval samostatnou mariologii, ale jeho výroky o Marii počtem i hloubkou předčí výroky jiných raných autorů. Svá hlavní témata rozebírá ve spise De santa virginitate („O svatém panenství“), kde vysvětluje, že Maria je stejně jako církev pannou i matkou, a to jak fyzicky, tak duchovně.
Augustin řekl, že Maria byla blahoslavenější tím, že přijala víru v Krista, než tím, že počala Kristovo tělo. Augustinův zájem o Mariino mateřství byl zaměřen na Krista a zdůrazňoval jak plné lidství, tak plné božství Krista.

### Cyril Alexandrijský
Cyril Alexandrijský (412–444) předsedal třetímu ekumenickému koncilu, který se konal v roce 431 v Efezu a na němž bylo jako článek víry stanoveno, že Maria je skutečně Matkou Boží. To vyplynulo ze zjevného christologického sporu, v němž stál Cyril proti Nestoriovi z Konstantinopole.
Úcta k Panně Marii jako „Theotokos“ (nositelce Boha) podporovala učení o vtělení a postavení Krista jako rovného Bohu Otci. Cyril se domníval, že Nestoriovo upřednostňování termínu „Christotokos“ (nositelka Krista) toto podkopává a naznačuje, že Kristus je odlišná osoba: jedna plně lidská a zrozená z Marie, druhá plně božská a nepodléhající zrození ani smrti. Koncil schválil název „Theotokos“, který se na Západě překládá jako Matka Boží.

## Středověcí světci

### Bernard z Clairvaux

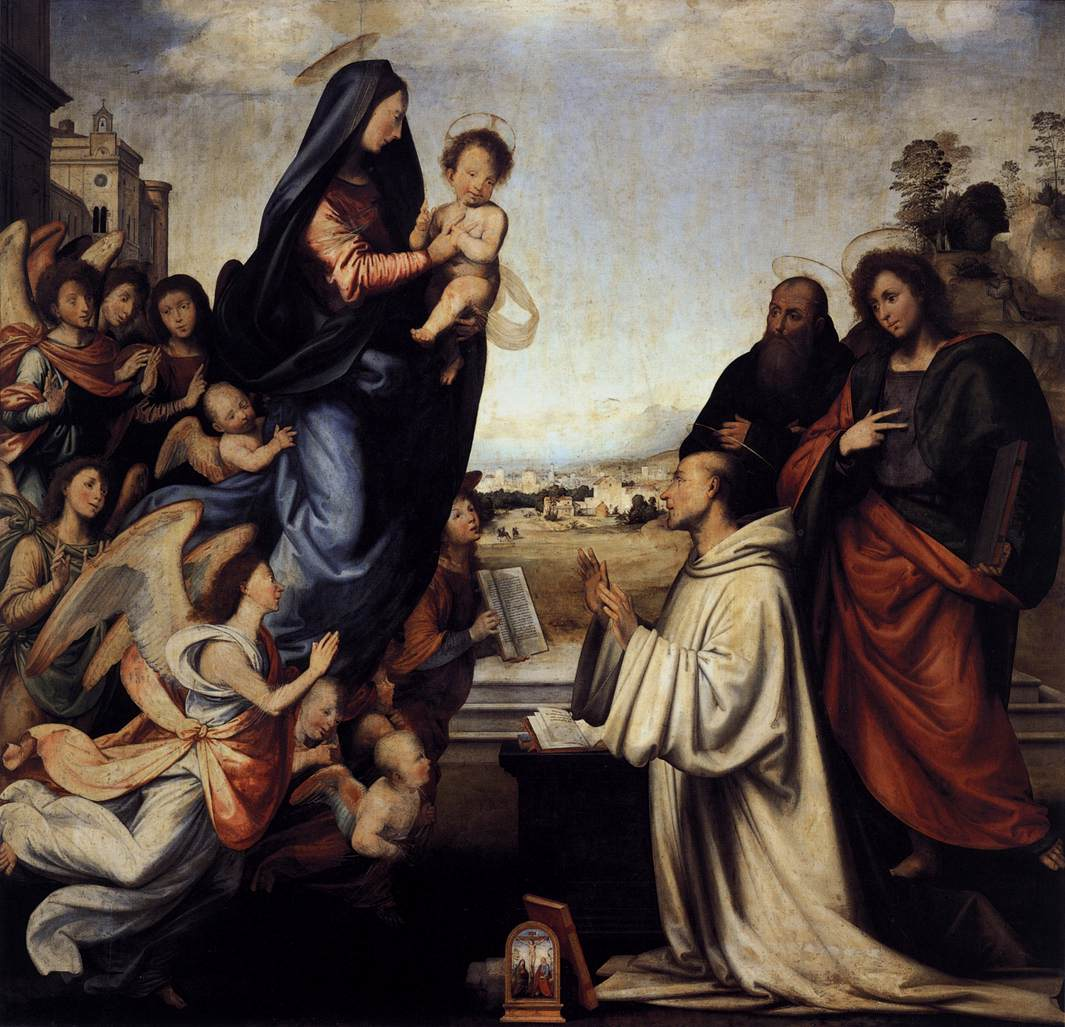
Vidění sv. Bernarda, Fra Bartolommeo, kol. 1504 (Uffizi).

Bernard z Clairvaux byl jedním z nejvlivnějších církevních osobností své doby. V „Kázání na neděli v oktávu Nanebevzetí Panny Marie“ popsal Mariinu účast na vykoupení. „Bernardovy chvály o Panně Marii“ byly malým, ale uceleným mariologickým pojednáním.
O Panně Marii pod názvem „Panna Maria, Hvězda mořská“:
„Když na tebe udeří bouře pokušení, když vidíš, že jsi hnán na skály soužení, pohlédni na hvězdu, vzývej Marii. Když tě pohltí pýcha, ctižádost, nenávist nebo žárlivost, pohlédni na hvězdu, vzývej Marii. Když hněv, lakomství nebo tělesná touha prudce zaútočí na křehkou nádobu tvé duše, pohlédni na hvězdu, vzývej Marii. Jestliže se trápíte kvůli ohavnosti svých hříchů, trápí vás špinavý stav vašeho svědomí a děsí vás pomyšlení na hrozný soud, který přijde, začínáte se propadat do bezedné propasti smutku a pohlcuje vás propast zoufalství, pak myslete na Marii. V nebezpečí, v pochybnostech, v těžkostech mysli na Marii, vzývej Marii. Nedopusť, aby její jméno opustilo tvé rty, nikdy nedopusť, aby opustilo tvé srdce.“ — Bernard z Clairvaux  
V roce 1953, u příležitosti osmistého výročí Bernardovy smrti, vydal papež Pius XII. encykliku Doctor Mellifluus o svatém Bernardovi z Clairvaux.

### Hildegarda z Bingenu
Hildegarda z Bingenu „předkládá nejkomplexnější mariologii ze středověkých německých spisovatelek.“ Ačkoli se drží tradiční juxtapozice Evy a Marie, Adam je v ilustrovaných Sciviích zobrazen jako ten, kdo naslouchá pokušiteli, a nese tedy stejnou vinu. Z třiašedesáti písní Hildegardiny Symfonie se jich šestnáct zaměřuje na roli Marie v dějinách spásy, což je nejvíce písní věnovaných jedné postavě. V Hildegardině mariologii Marie nabývá postavení zásadního, aktivního partnera v plánu vykoupení. Druhým charakteristickým mariánským tématem je, že Panna Matka uzdravuje porušenost, kterou na svět přinesla první matka Eva. Hildegarda patří spíše do románského než gotického období. Nedotčena novým citovým stylem zbožnosti, který v Evropě zpopularizují řeholníci, je Hildegardina Marie, stejně jako její celková spiritualita, mnišská.

### Svatý Dominik
Populární legenda tvrdí, že Dominik dostal růženec od Panny Marie. Ačkoli se všeobecně věří, že při práci na obrácení albigenských používal růženec, v kanonizačních aktech svatého Dominika se zdůrazňuje jeho častá modlitba jednoduchého chvalozpěvu Ave Maris Stella. Růženec zůstává jedinečnou součástí charismatu Řádu kazatelů.

### Antonín Paduánský
Četná kázání Antonína z Padovy (1195–1231) o Panně Marii odrážejí jeho víru v různá mariánská učení, která byla několik století po jeho smrti prohlášena za dogmata. Uvažoval o Mariině Nanebevzetí a s odkazem na Žalm 132 tvrdil, že stejně jako Ježíš vystoupil na nebesa i sama Panna Maria byla nanebevzata. Podporoval také Mariinu nezatíženost hříchem a její Neposkvrněné početí. Vzhledem k tomu, že Antonín patřil k nejvzdělanějším a nejvýmluvnějším z prvních františkánů, byl svým řádem považován za doktor církve, a to ještě dříve, než mu byl tento titul v roce 1946 udělen.
Názory Antonína Paduánského jako učitele církve formovaly mariologický přístup mnoha františkánů, kteří se jím řídili ještě několik století po jeho smrti.

### Kateřina Sienská
Kateřina Sienská, dominikánka třetího řádu, začínala téměř všechny ze svých více než 300 dopisů slovy: „Ve jménu Ježíše Krista ukřižovaného a něžné Marie“. Vtělení je pro Kateřinu počátkem vykoupení. Město Siena bylo v roce 1260 zasvěceno Marii a Kateřina vstřebala její okolní spiritualitu. Přijala zvyk zasvěcovat sobotu Marii a doporučila modlitbu Malého officia Panny Marie.
Její spisy ovlivnily teologa Charlese Journeta.

## Reformace

### Petr Canisius
Hlavní článek: Petr Canisius

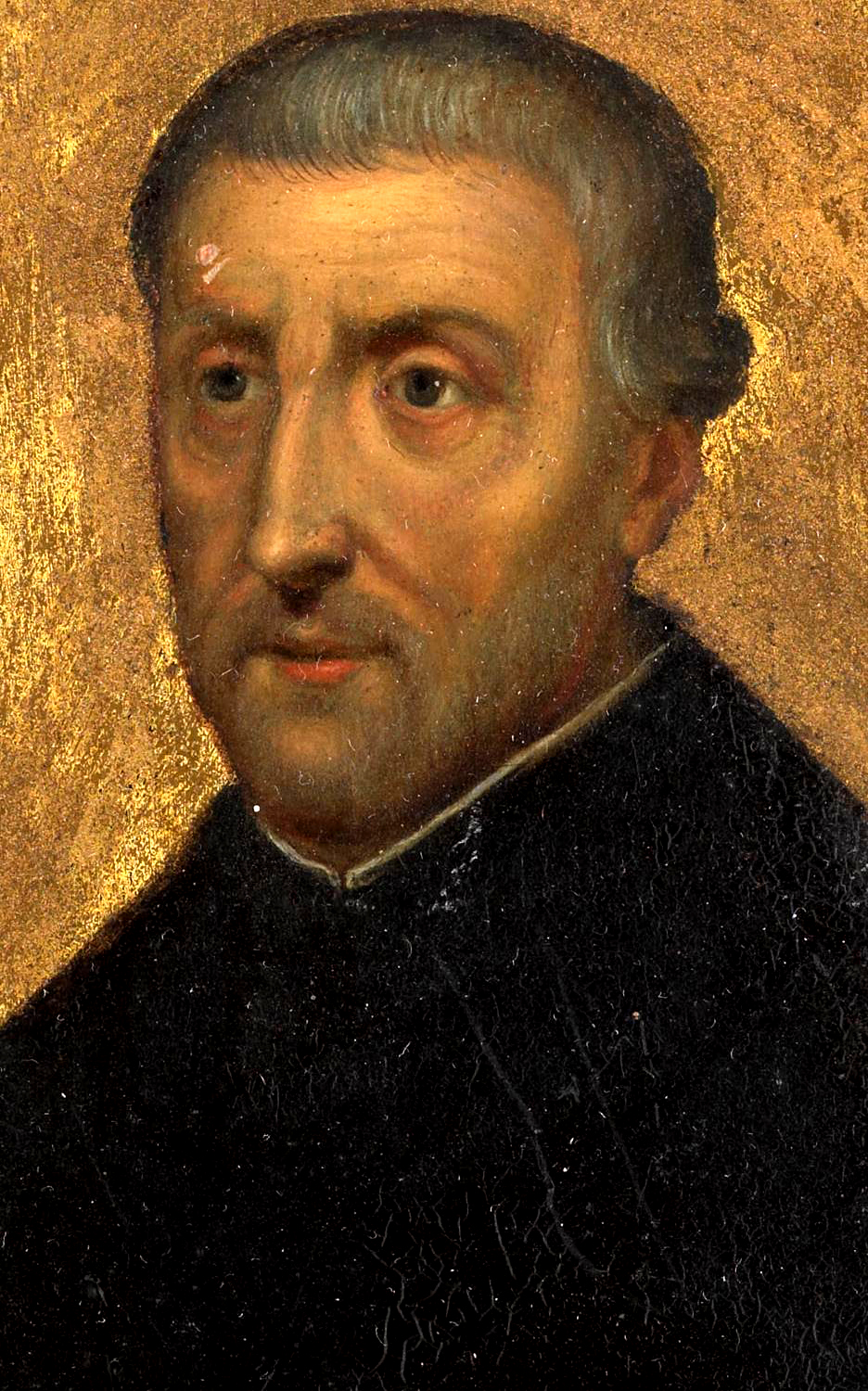
Svatý Petr Canisius přispěl k modlitbě Zdrávas Maria.

Svatý Petr Canisius (1521–1597) z Tovaryšstva Ježíšova učil, že k Ježíši Kristu vede mnoho cest, ale nejlepší je mariánská úcta. Canisius se snažil ukázat praktické zdůvodnění mariánské úcty a obhajoval ji proti opačným protestantským argumentům. Jeho trvalým příspěvkem k této „aplikované mariologii“ jsou jeho tři katechismy, které vydal v latině a němčině a které se v katolických oblastech rozšířily a staly se populárními. V rubrice „modlitba“ vysvětluje Ave Maria (Zdrávas Maria) jako základ katolické mariánské zbožnosti. Méně známé jsou jeho mariánské knihy, v nichž publikoval modlitby a kontemplativní texty.
Jeho zásluhou byla do modlitby Zdrávas Maria přidána věta Svatá Maria, Matko Boží, pros za nás hříšné. Tato věta se poprvé objevila v jeho katechismu z roku 1555 a o jedenáct let později byla zařazena do katechismu Tridentského koncilu z roku 1566.
„Petrus Canisius poskytl klasickou obranu celé katolické mariologie proti protestantismu“, jak o tři sta let později usoudil jeden z předních katolických teologů.

### Robert Bellarmino
Jezuitský kardinál Robert Bellarmino se denně modlil růženec a Malé oficium, ale zároveň byl obzvlášť oddaný Neposkvrněnému početí Panny Marie. Papež Pius XII. cituje Bellarmina v apoštolské konstituci Munificentissimus Deus z roku 1950, v níž vyhlásil dogma o Nanebevzetí Panny Marie.

### František Saleský
Františkovi Saleskému bylo asi dvanáct let, když odjel do Paříže, aby se vzdělával na jezuitské Collège de Clermont, kde vstoupil do Mariánské družiny. Učení o Neposkvrněném početí, i když v té době ještě diskutované, bylo důležitým prvkem jezuitské mariánské úcty. V roce 1584 ho osobní náboženská krize přivedla do kaple Notre Dame de Bonne Deliverance v dominikánském kostele Saint Etienne des Gres, kde se zasvětil Panně Marii.
Jako zástupce ženevského biskupa se František Saleský ujal misijní práce v kalvínském Chablais, které bylo krátce předtím připojeno ke katolickému Savojsku. Součástí jeho evangelizačního úsilí byla i propagace kultu Panny Marie. Jako biskup stavěl kostely a kaple zasvěcené Notre Dame. Mnohé z nich byly zasvěceny ke cti Neposkvrněného početí a Nanebevzetí Panny Marie, čímž tyto nauky získaly na významu.
V Úvodu do zbožného života doporučoval František Saleský oddanost Panně Marii, zejména svěřit se jejímu mateřskému srdci. V Pojednání o Boží lásce navazuje na Dunse Scota a tvrdí, že Maria, která byla předurčena k tomu, aby se stala Matkou Boží, byla díky zvláštnímu privilegiu uchráněna prvotního hříchu v okamžiku svého početí. Stalo se tak díky tomu, že na ni byly předběžně vztaženy Kristovy zásluhy, a tím došlo k předvykoupení. „Vzájemná láska Boha a lidstva se pro něj paradigmaticky objevuje ve spojení Mariina a Ježíšova srdce“.

## Moderní doba

### Jan Eudes
Jan Eudes (1601–1680) byl částečně ovlivněn spisy svatého Františka Saleského o dokonalosti Mariina Srdce jako vzoru lásky k Bohu. Zavedl úctu k Ježíšovu a Mariinu Srdci a založil Společenství Neposkvrněného Srdce Panny Marie. Eudes začal své zbožné učení se Srdcem Mariiným a poté ho rozšířil na Nejsvětější Srdce Ježíšovo.
Památka Neposkvrněného Srdce Panny Marie se poprvé slavila v roce 1648 a slavnost Nejsvětějšího Srdce Ježíšova v roce 1670. Mši svatou a oficium k těmto svátkům sestavil svatý Jan Eudes v roce 1668.

### Ludvík z Montfortu
Ludvík z Montfortu (1673–1716) byl obhájcem mariologie proti jansenismu; jeho dílo O pravé mariánské úctě shrnulo mnohé ze spisů dřívějších světců. Montfortův přístup „úplného zasvěcení se Ježíši Kristu skrze Marii“ měl silný vliv na mariánskou úctu jak v lidové zbožnosti, tak ve spiritualitě řeholních institutů. Papež Jan Pavel II. citoval Montforta ve svém apoštolském listě Rosarium Virginis Mariae: „Protože Maria je ze všech tvorů nejvíce připodobněna Ježíši Kristu, vyplývá z toho, že mezi všemi pobožnostmi je tou, která nejvíce zasvěcuje a připodobňuje duši našemu Pánu, právě pobožnost k Marii, jeho svaté Matce, a že čím více je jí duše zasvěcena, tím více bude zasvěcena Ježíši Kristu“.
Montfortovo Tajemství růžence patří také mezi hojně čtené knihy.

### Alfons z Liguori

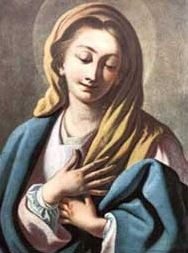
Madona namalovaná svatým Alfonsem z Liguori (asi 1718)

Mariologie Alfonse Liguoriho, která má především pastorační charakter, znovuobjevuje, integruje a obhajuje mariologii Augustina, Ambrože a dalších otců a představuje intelektuální obranu mariologie v 18. století. Alfons z Liguori prosazoval nauku o tělesném nanebevzetí Panny Marie a argumentoval tím, že Ježíš by si nepřál, aby tělo jeho matky bylo tělesně porušeno, protože by to bylo zneuctění, vzhledem k tomu, že se sám narodil z Panny Marie, a proto musela být Maria vzata do nebe.
V knize Sláva Panny Marie Alfons z Liguori založil svou analýzu Marie jako „Brány do nebe“ na výroku svatého Bernarda: „Nikdo nemůže vstoupit do nebe jinak než skrze Marii, jako skrze dveře.“ Napsal také: Buď zdráva, svatá Královno – Výklad modlitby Salve Regina.

### Terezie z Lisieux
Říká se, že pro Terezii z Lisieux „...bylo důležitější, aby lidé Marii napodobovali, než aby ji obdivovali. Byla otevřeně nespokojená s kázáními, která přeháněla výsady Panny Marie – jako by Maria nechodila v temnotách, které zahalují veškerou pravou víru.“ Když mluvila o Panně Marii, Terezie říkala: „Vždyť i ona sama je spíše Matkou než Královnou.“

### Maximilian Kolbe

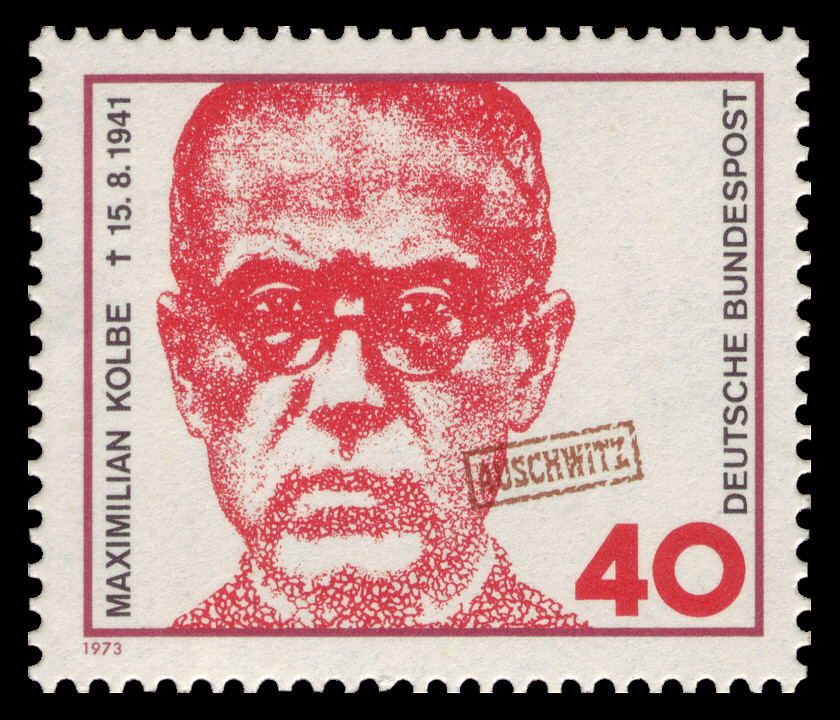
Svatý Maximilian Kolbe

V roce 1915, ještě během studia v semináři, založil svatý Maximilian Kolbe (1894–1941) spolu s dalšími šesti studenty hnutí Rytířstvo Neposkvrněné (Militia Immaculatae), které propagovalo úctu k Neposkvrněnému početí a částečně se opíralo o poselství Panny Marie z Lurd z roku 1858. Kolbe zdůrazňoval obnovení křestních slibů úplným zasvěcením se Neposkvrněné, což považoval za nejdokonalejší prostředek k dosažení jednoty s Ježíšem. Později Kolbe založil klášter Niepokalanów a založil časopis Militia Immaculatae (Rytíři Neposkvrněné). Díky svému úsilí o propagaci zasvěcení se Neposkvrněné Panně Marii byl Kolbe znám jako „apoštol zasvěcení se Marii“.